# Manettia luteorubra
Manettia luteorubra är en måreväxtart som först beskrevs av Vell., och fick sitt nu gällande namn av George Bentham. Manettia luteorubra ingår i släktet Manettia och familjen måreväxter. Inga underarter finns listade i Catalogue of Life.